# Rhabdosciadium
Rhabdosciadiumes un género de plantas herbáceas perteneciente a la familia de las apiáceas.Comprende 6 especies descritas y de estas, los 6 en disputa.

## Taxonomía
El género fue descrito por Pierre Edmond Boissier y publicado en Annales des Sciences Naturelles; Botanique, sér. 3 2: 68. 1844. La especie tipo es: Rhabdosciadium aucheri Boiss.	

## Especies
A continuación se brinda un listado de las especies del género Rhabdosciadium aceptadas hasta septiembre de 2012, ordenadas alfabéticamente. Para cada una se indica el nombre binomial seguido del autor, abreviado según las convenciones y usos.
- Rhabdosciadium aucheri Boiss.
- Rhabdosciadium microcalycinum Hand.-Mazz.
- Rhabdosciadium oligocarpum (Post ex Boiss.) Hedge & Lamond
- Rhabdosciadium petiolare Boiss. & Hausskn.
- Rhabdosciadium stenophyllum Boiss. & Hausskn.
- Rhabdosciadium straussii Hausskn. ex Bornm.